# 2. divisjon 2017 (football americano norvegese)
La 2. divisjon 2017 è la 2ª edizione del campionato di football americano di terzo livello, organizzato dalla NAIF.

## Squadre partecipanti
| Club                    | Città       | Stadio | Sponsor ufficiale | Risultato nella stagione 2016 |
| ----------------------- | ----------- | ------ | ----------------- | ----------------------------- |
| Fredrikstad Kings       | Fredrikstad |        |                   |                               |
| Gjøvik Swans            | Gjøvik      |        |                   |                               |
| Kongsvinger Fortress    | Kongsvinger |        |                   |                               |
| Lillestrøm Starfighters | Lillestrøm  |        |                   |                               |
| Oslo Vikings 2          | Oslo        |        |                   |                               |
| Tønsberg Raiders        | Tønsberg    |        |                   |                               |
| Vålerenga Trolls 2      | Oslo        |        |                   |                               |

## Stagione regolare

### Calendario

#### 1ª giornata
| Oslo 22 aprile 2017, ore 12:00 | Vålerenga Trolls 2 | 37 – 0 | Oslo Vikings 2 | Frogner Stadion |

| Oslo 23 aprile 2017, ore 15:00 | Lillestrøm Starfighters | 67 – 13 | Kongsvinger Fortress | Frogner Stadion |

#### 2ª giornata
| Fredrikstad 30 aprile 2017, ore 14:00 | Fredrikstad Kings | 5 – 2 | Tønsberg Raiders | Kongsteenbanen |

#### 3ª giornata
| Tønsberg 6 maggio 2017, ore 15:00 | Tønsberg Raiders | 38 – 14 | Kongsvinger Fortress | Gamle Idrett |

| Lillestrøm 7 maggio 2017, ore 14:00 | Lillestrøm Starfighters | 6 – 33 | Vålerenga Trolls 2 | Vigernesjordet |

| Gjøvik 7 maggio 2017, ore 14:00 | Gjøvik Swans | 26 – 6 | Oslo Vikings 2 | Vind Stadion |

#### 4ª giornata
| Gjøvik 13 maggio 2017, ore 14:00 | Gjøvik Swans | 50 – 0 | Tønsberg Raiders | Vind Stadion |

| Oslo 14 maggio 2017, ore 14:00 | Oslo Vikings 2 | 58 – 14 | Lillestrøm Starfighters | Frogner Stadion |

| Kongsvinger 14 maggio 2017, ore 14:00 | Kongsvinger Fortress | 0 – 48 | Vålerenga Trolls 2 |  |

#### 5ª giornata
| Fredrikstad 21 maggio 2017, ore 14:00 | Fredrikstad Kings | 0 – 7 | Gjøvik Swans | Kongsteenbanen |

| Tønsberg 21 maggio 2017, ore 15:00 | Tønsberg Raiders | 12 – 20 | Vålerenga Trolls 2 | Gamle Idrett |

#### 6ª giornata
| Gjøvik 27 maggio 2017, ore 14:00 | Gjøvik Swans | 30 – 0 | Lillestrøm Starfighters | Vind Stadion |

| Fredrikstad 28 maggio 2017, ore 14:00 | Fredrikstad Kings | 31 – 28 | Oslo Vikings 2 | Kongsteenbanen |

#### 7ª giornata
| Oslo 4 giugno 2017, ore 14:00 | Oslo Vikings 2 | 36 – 30 | Tønsberg Raiders | Frogner Stadion |

| Oslo 5 giugno 2017, ore 12:00 | Vålerenga Trolls 2 | 22 – 7 | Gjøvik Swans | Frogner Stadion |

| Lillestrøm 5 giugno 2017, ore 14:00 | Lillestrøm Starfighters | 14 – 21 | Fredrikstad Kings | Vigernesjordet |

#### 8ª giornata
| Oslo 10 giugno 2017, ore 12:00 | Oslo Vikings 2 | 21 – 7 | Kongsvinger Fortress | Frogner Stadion |

| Oslo 10 giugno 2017, ore 15:00 | Vålerenga Trolls 2 | 57 – 0 | Fredrikstad Kings | Haraløkka |

| Tønsberg 11 giugno 2017, ore 14:00 | Tønsberg Raiders | 34 – 8 | Lillestrøm Starfighters | Gamle Idrett |

#### 9ª giornata
| Kongsvinger 18 giugno 2017, ore 14:00 | Kongsvinger Fortress | 20 – 44 | Gjøvik Swans |  |

#### 10ª giornata
| Kongsvinger 25 giugno 2017, ore 14:00 | Kongsvinger Fortress | 26 – 29 | Fredrikstad Kings |  |

### Classifica
La classifica della regular season è la seguente:
- PCT = percentuale di vittorie, G = partite giocate, V = partite vinte,  P = partite perse, PF = punti fatti, PS = punti subiti

| Pos. | Squadra                 | PCT   | G | V | N | P | PF  | PS  |
| ---- | ----------------------- | ----- | - | - | - | - | --- | --- |
| 1    | Vålerenga Trolls 2      | 1.000 | 6 | 6 | 0 | 0 | 180 | 25  |
| 2    | Gjøvik Swans            | .833  | 6 | 5 | 0 | 1 | 149 | 48  |
| 3    | Fredrikstad Kings       | .667  | 6 | 4 | 0 | 2 | 86  | 112 |
| 4    | Oslo Vikings 2          | .500  | 6 | 3 | 0 | 3 | 140 | 143 |
| 5    | Tønsberg Raiders        | .333  | 6 | 2 | 0 | 4 | 116 | 118 |
| 6    | Lillestrøm Starfighters | .167  | 6 | 1 | 0 | 5 | 90  | 180 |
| 7    | Kongsvinger Fortress    | .000  | 6 | 0 | 0 | 6 | 80  | 215 |

## Verdetti
- Vålerenga Trolls 2 promossi in 1. divisjon 2018